# Madrigal (película)
 Madrigal es una película dramática cubana estrenada en el 2007 y dirigida por Fernando Pérez.

## Sinopsis
Hay una sola espectadora en el teatro... pero la función comienza. Cuando Javier avanza al proscenio para decir su único parlamento, la espectadora solitaria lo mira fijamente. Y de pronto, se levanta y se va. Javier busca desesperadamente a su espectadora misteriosa hasta que la encuentra. Luisita es una muchacha llena de secretos... y de bienes materiales, como, por ejemplo, una espléndida casa para ella sola, mientras Javier no tiene donde vivir. La historia de amor entre ambos se convierte en una pasión avasalladora donde el protagonista termina siendo víctima de su propio juego.

## Palmarés cinematográfico
- Premio Ángel, Festival de Cine Latinoamericano de Utrecht, Holanda, 2007.
- Delfín de Plata a Raúl Pérez Ureta por Mejor Fotografía, XXIII Festival Internacional de Cine de Setúbal, Festroia, Portugal, 2007.
- Premio Mejor Guion, Festival de Cine Latino de Los Ángeles, 2007.